# Saint-Rémy-de-Sillé
Saint-Rémy-de-Sillé ist eine französische Gemeinde mit 832 Einwohnern (Stand: 1. Januar 2022) im Département Sarthe in der Region Pays de la Loire; sie gehört zum Arrondissement Mamers und zum Kanton Sillé-le-Guillaume. Die Einwohner werden Saint-Rémois genannt.

## Geographie
Saint-Rémy-de-Sillé liegt etwa 32 Kilometer nordwestlich von Le Mans am Ufer des Flusses Longuève. Umgeben wird Saint-Rémy-de-Sillé von den Nachbargemeinden Mont-Saint-Jean im Norden, Crissé im Norden und Osten, Rouez im Süden sowie Sillé-le-Guillaume im Westen.

## Bevölkerungsentwicklung
| 1962                      | 1968 | 1975 | 1982 | 1990 | 1999 | 2006 | 2013 |
| ------------------------- | ---- | ---- | ---- | ---- | ---- | ---- | ---- |
| 801                       | 734  | 696  | 666  | 722  | 791  | 767  | 835  |
| Quelle: Cassini und INSEE |      |      |      |      |      |      |      |

## Sehenswürdigkeiten
- Kirche Saint-Rémy aus dem 11. Jahrhundert, seit 1912 Monument historique
- früheres Priorat, heutiges Rathaus

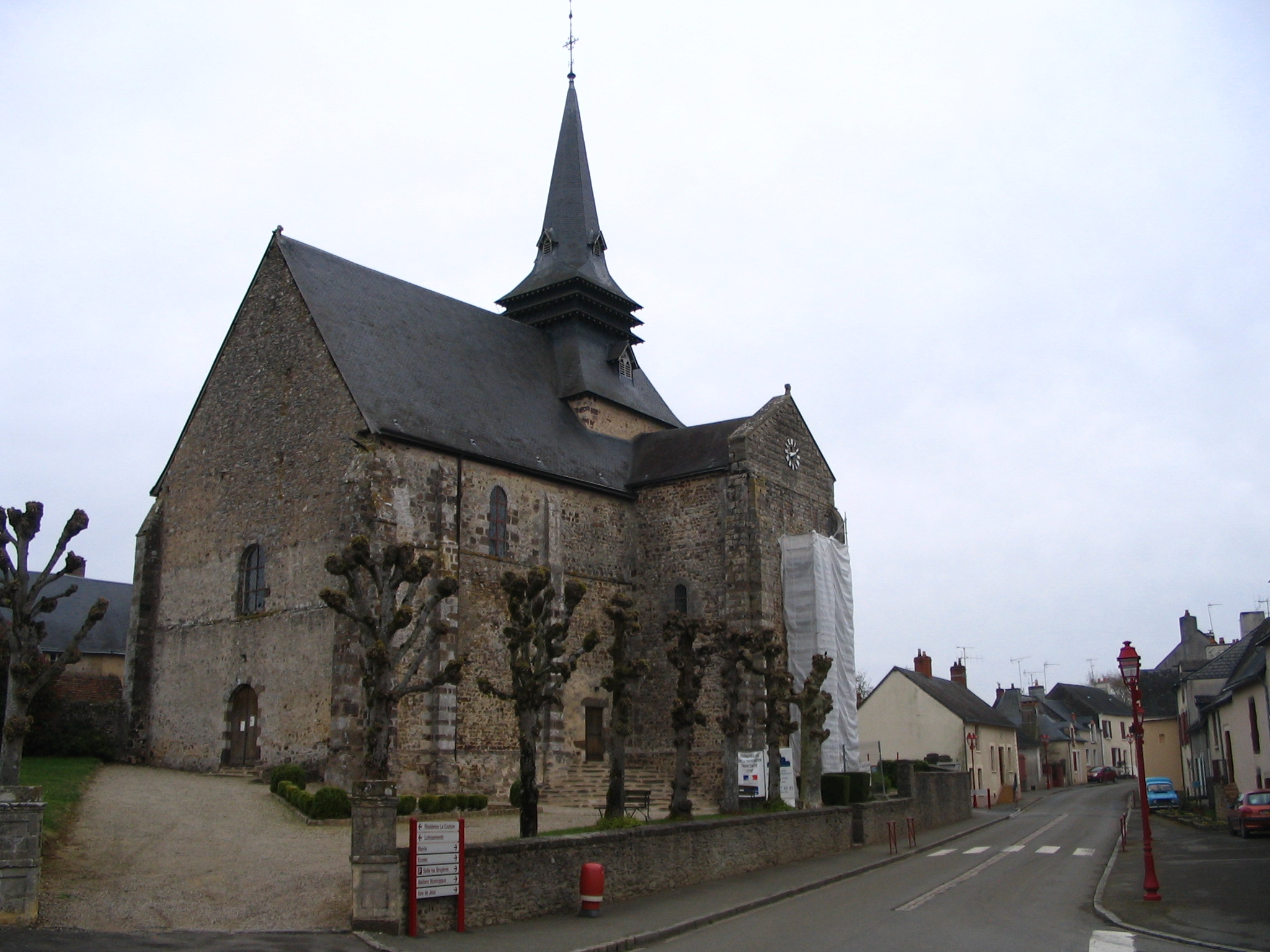
Kirche Saint-Rémy

## Gemeindepartnerschaften
Mit der britischen Gemeinde Grasby in Lincolnshire (England) besteht seit 1988 eine Partnerschaft.